# نیک گرونو

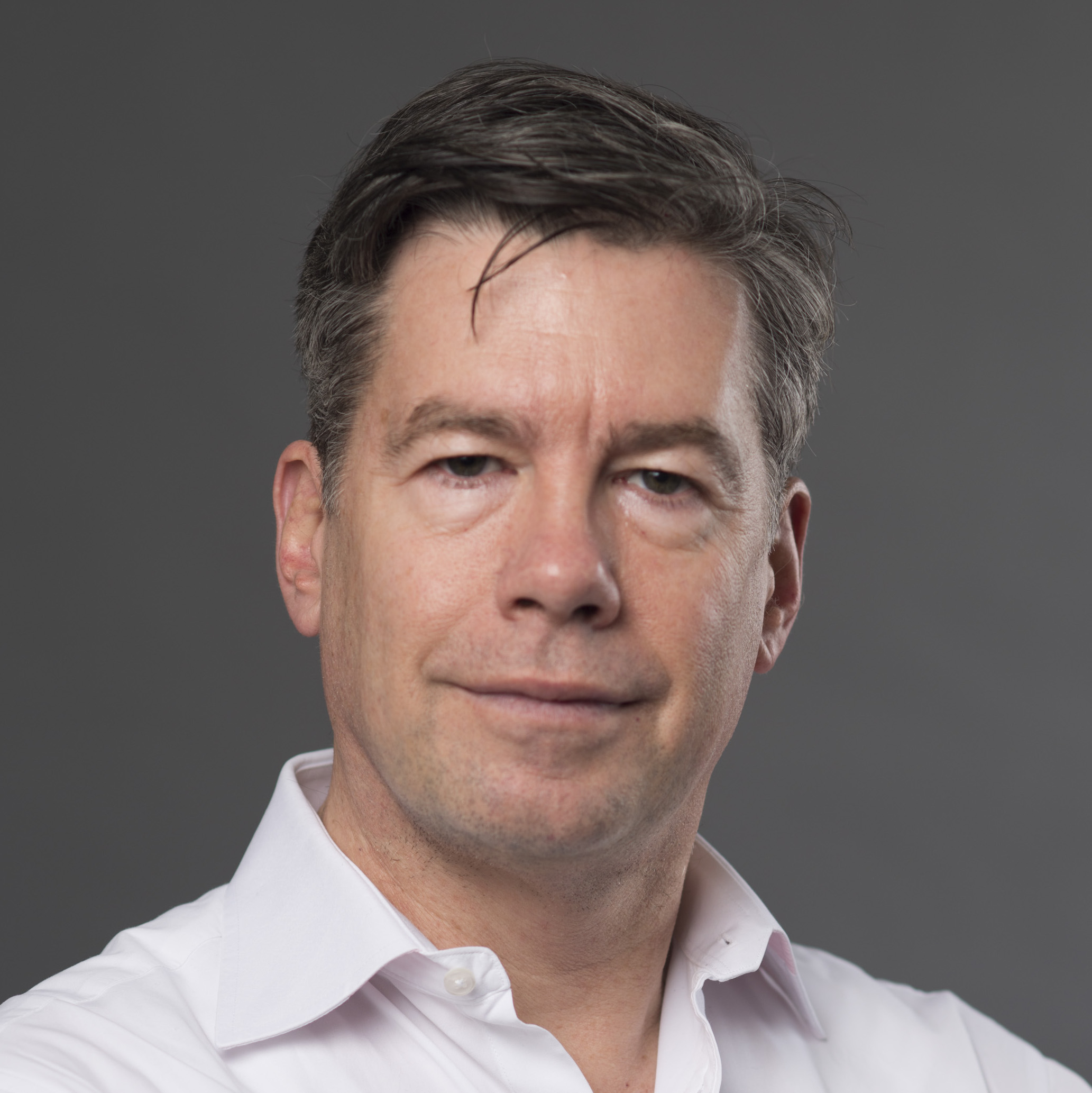
نیک گرونو

نیک گرونو (متولد ۲۲ ژوئیه ۱۹۶۶)، مدافع حقوق بشر اهل استرالیا است، که صندوق آزادی–نخستین سازمان خصوصی جهانی برای لغو برده‌داری–را رهبری می‌کند. او همچنین یکی از رؤسای «بنیاد جو کاکس»‏ و عضو هیئت مدیره سازمان «دختران نه عروسان» سازمان جهانی برای پایان دادن بر ازدواج کودکان است.
گرونو که در رشته حقوق تحصیل کرده‌است، به حیث رئیس دفتر دادستان کل استرالیا خدمت نمود. او سپس در گروه بین‌المللی بحران، سازمان غیردولتی حل منازعات جهانی، در مقام بالا ایفای وظیفه نمود. او به عنوان رئیس اجرایی بنیاد آزادانه راه بروید کمک کرد، تا نخستین شاخص برده‌داری جهانی برگزار گردد.
گرونو از ژانویه سال ۲۰۱۴ بدین‌سو رئیس اجرایی صندوق آزادی تعیین گردیده‌است.

## اوایل زندگی
گرونو چند سال را در کشتی بادی مربع شکل «چشم باد» (که در سال ۱۹۱۱ ساخته شده بود) سپری نمود. او از ماه اکتبر ۱۹۷۶ الی ماه دسامبر ۱۹۷۷ همراه با مادر، پدر خود که کاپیتان کشتی بود، برادر جوانش و ۲۵ مهمان‌دار کشتی از انگلستان به استرالیا سفر کرد. آن‌ها در این سفر از مکان‌های گوناگونی چون هند غربی، کانال پاناما، گالاپاگوس، جزیره ایستر، پیت‌کرن، تاهیتی، وانواتو و سایر مناطق عبور کردند. او و خانواده‌اش بار دیگر از سال ۱۹۸۱ الی ۱۹۸۲ نیز سفر دریایی نمودند که این بار در فیلم‌برداری از فیلم «نیت و هیز» در فیجی با تامی لی جونز، بازیگر، شرکت کردند.

## اوایل حرفه
گرونو لیسانس خود را در رشته حقوق از دانشگاه سیدنی با درجه اعلی به‌دست‌آورد کارشناسی ارشد خود را در رشته سیاست عمومی از دانشگاه پرینستون حاصل کرد. او کار خود را به عنوان حقوقدان در شهر پرت، استرالیای غربی آغاز نمود و سپس از سال ۱۹۹۲ الی ۱۹۹۴ به عنوان محقق در شرکت گلدمن ساکس در شهر لندن ایفای وظیفه کرد. متعاقباً، او استرالیا بازگشت و کار خود را به عنوان حقوق‌دان از سر گرفت و در نهایت رئیس دفتر مشاور شورای امنیت دادستان کل استرالیا شد (که در این مقام از سال ۱۹۹۹ الی ۲۰۰۱ باقی‌ماند).

## کارهای کنشگری
گرونو در سال ۲۰۰۳، در گروه بین‌المللی بحران، سازمان حل‌منازعات بین‌المللی مستقر در بروکسل-بلژیک شروع به کار کرد. او در سال ۲۰۰۸ در پُست‌های معاونت و سپس «مدیر ارشد عملیاتی» (COO) تعیین شد، که مسئولیت نظارت و مدیریت برنامه‌ها و فعالیت‌های این سازمان را تقریباً ۳۰ کشور جهان به‌دوش داشت. به حیث بخشِ از کاری خود، او دربارهٔ موضوعات مرتبط به منازعات و مسائل حقوق بشری در پارلمان اروپا، انگلستان، هالند و استرالیا شهادت داد.
گرونو در سال ۲۰۱۲ به حیث رئیس اجرایی بنیاد آزاد قدم بزنید، تعیین شد و در جریان کار خود به عنوان رئیس اجرایی این جنبش بیش از ۵ میلیون حامی را به‌خود جلب کرد. در سال ۲۰۱۳، بنیاد نام‌برده نخستین شاخص برده‌داری جهانی را برگزار نمود. گرونو نوشته‌های‌اش را در مورد عدالت جهانی، جلوگیری از منازعه، حقوق بشر و برده‌داری نوین در رسانه‌های هم‌چو نیویورک تایمز، گاردین، فارین پالیسی، هافینگتن پُست و سایر رسانه‌ها منتشر کرده‌است. در دسامبر ۲۰۱۵، او در جلسه رهبری شورای امنیت در مورد قاچاق انسان در موقعیت‌های مورد منازعه، شاهد متخصص این ماجراء بود و شخصاً حضور داشت.
گرونو همچنین از اواخر سال ۲۰۱۶ یکی از رؤسای «بنیاد جو کاکس» و از سال ۲۰۱۵ عضو هیئت مدیره سازمان «دختران نه عروسان» - سازمان جهانی برای ختم ازدواج کودکان بود.

## صندوق آزادی
در سال ۲۰۱۳، بنیاد آزاد قدم بزنید با نهاد انسانیت متحد و بنیاد لگاتوم مدغم شد و صندوق آزادی را شکل دادند که اکنون نخستین صندوق خیریه خصوصی در جهان است که فعال‌ترین سازمان‌های پیشتاز در امر لغو برده‌داری نوین را شناسایی و در آن‌ها سرمایه‌گذاری می‌کند. صندوق آزادی در سپتامبر ۲۰۱۳ در مرکز «ابتکار جهانی کلینتون» توسط بیل کلینتون، رئیس‌جمهور وقت آمریکا اعلام شد. او در این اعلام گفت: «این یک معامله بزرگ است و همه ما باید این را حمایت کنیم». صندوق آزادی روی نواحی و مناطقی که برده‌داری در آن مرسوم است، با استفاده از مدل تأمین مالی «هات اسپات» تمرکز می‌کند. این نهاد ابتکارات و اقدامات ضد برده‌داری را شناسایی نموده و در آن‌ها سرمایه‌گذاری می‌نماید تا مفیدیت و مثمریت آن‌ها را بهبود بخشد. نهاد «ابتکارات جهانی» تلاش‌ها و منابع را در حول صنایعِ که برده‌داری در آن رایج و متداول است به‌کار می‌برد. این نهاد همچنین سعی می‌کند از طریق ارائه زمینه، دانش و ابزار برای تأمین ارتباط و کار مؤثر با همدیگر، جنبش جهانی فعالین را تقویت نماید.
این نهاد با تقریباً ۱۰۰ شریک خط مقدم در سراسر جهان همکاری کرده‌است و توانسته ۲۸٬۰۴۰ را مستقیماً از بردگی آزاد سازد. همچنین بیشتر از ۵۷٬۴۱۹ کودک زیر خطر را به مکتب بازگردانده است. درکل، برنامه‌های این نهاد زندگی بیش از ۷۶۵٬۶۲۸ فردی را که در برابر سوء استفاده بیشتر آسیب‌پذیر بودند، تغییر دهد و تأثیر مثبت بگذارد.
گرونو قبل از پیوستن به بنیاد «آزادانه قدم بزن»، با «گروه بین‌المللی بحران»‏ (ICG) کار می‌کرد، که دفتر مرکزی آن در شهر بروکسل، بلژیک قرار داشت.